# Mundialito per club di beach soccer 2013
Il Mundialito per club di beach soccer 2013 è la 3ª edizione di questo torneo.

## Squadre partecipanti
Solamente otto squadre partecipano all’edizione di quest’anno, 4 meno della precedente:
| Gruppo A      | Gruppo B            |
| ------------- | ------------------- |
| Al-Ahli       | Corinthians         |
| Barcelona     | Flamengo            |
| Botafogo      | Milano Beach Soccer |
| Vasco da Gama | Peñarol             |

## Fase a gironi
Il sorteggio per i due giorni è stato effettuato il 21 ottobre 2013.

### Gruppo A
| Squadra       | G | V | V+ | P | GF | GS | GD | Pnt |
| ------------- | - | - | -- | - | -- | -- | -- | --- |
| Botafogo      | 3 | 2 | 0  | 1 | 8  | 6  | +2 | 6   |
| Vasco da Gama | 3 | 1 | 1  | 1 | 10 | 9  | +1 | 5   |
| Barcelona     | 3 | 1 | 0  | 2 | 11 | 12 | –1 | 3   |
| Al-Ahli       | 3 | 1 | 0  | 2 | 7  | 9  | –2 | 3   |

### Gruppo B
| Squadra             | G | V | V+ | P | GF | GS | GD | Pnt |
| ------------------- | - | - | -- | - | -- | -- | -- | --- |
| Corinthians         | 3 | 3 | 0  | 0 | 11 | 8  | +3 | 9   |
| Flamengo            | 3 | 2 | 0  | 1 | 19 | 10 | +9 | 6   |
| Peñarol             | 3 | 1 | 0  | 2 | 14 | 19 | –5 | 3   |
| Milano Beach Soccer | 3 | 0 | 0  | 3 | 11 | 18 | –7 | 0   |

## Finali

### Semifinali
| Squadra 1   | Risultato | Squadra 2     |
| ----------- | --------- | ------------- |
| Flamengo    | 3-2       | Botafogo      |
| Corinthians | 2-0       | Vasco da Gama |

### Finale 3º - 4º posto
| Squadra 1     | Risultato | Squadra 2 |
| ------------- | --------- | --------- |
| Vasco da Gama | 3-1       | Botafogo  |

### Finale
| Squadra 1   | Risultato     | Squadra 2 |
| ----------- | ------------- | --------- |
| Corinthians | 3-3 (1-0 dcr) | Flamengo  |